# Детськосільська (платформа)
Детськосільська — залізнична платформа Вітебської лінії Жовтневої залізниці в місті Пушкін. Розташована між Залізничною вулицею та шосе Подбельського поблизу Буферного парку. Обслуговує жителів північних мікрорайонів Пушкіна, розташованих на території колишнього населеного пункту Велике Кузьмино.
У 2008 році проведена реконструкція станції. Повністю замінені платформи і опори контактної мережі. Замість низької огорожі встановлено паркан, виходи в кінцях платформи закриті. Встановлено павільйони з касами і турнікетами; вихід здійснюється тільки через них.

## Фотографії

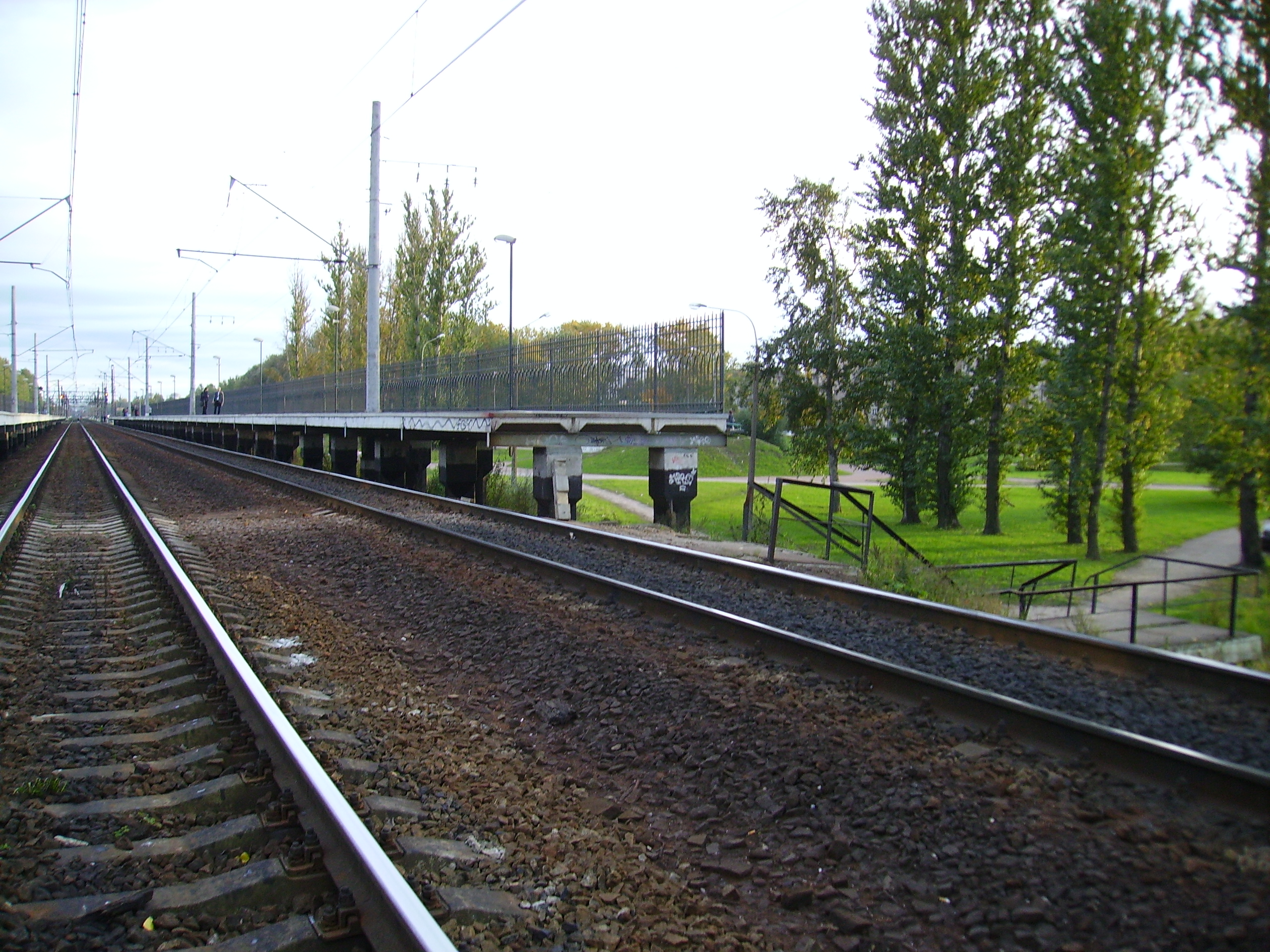
Вид з боку СПб
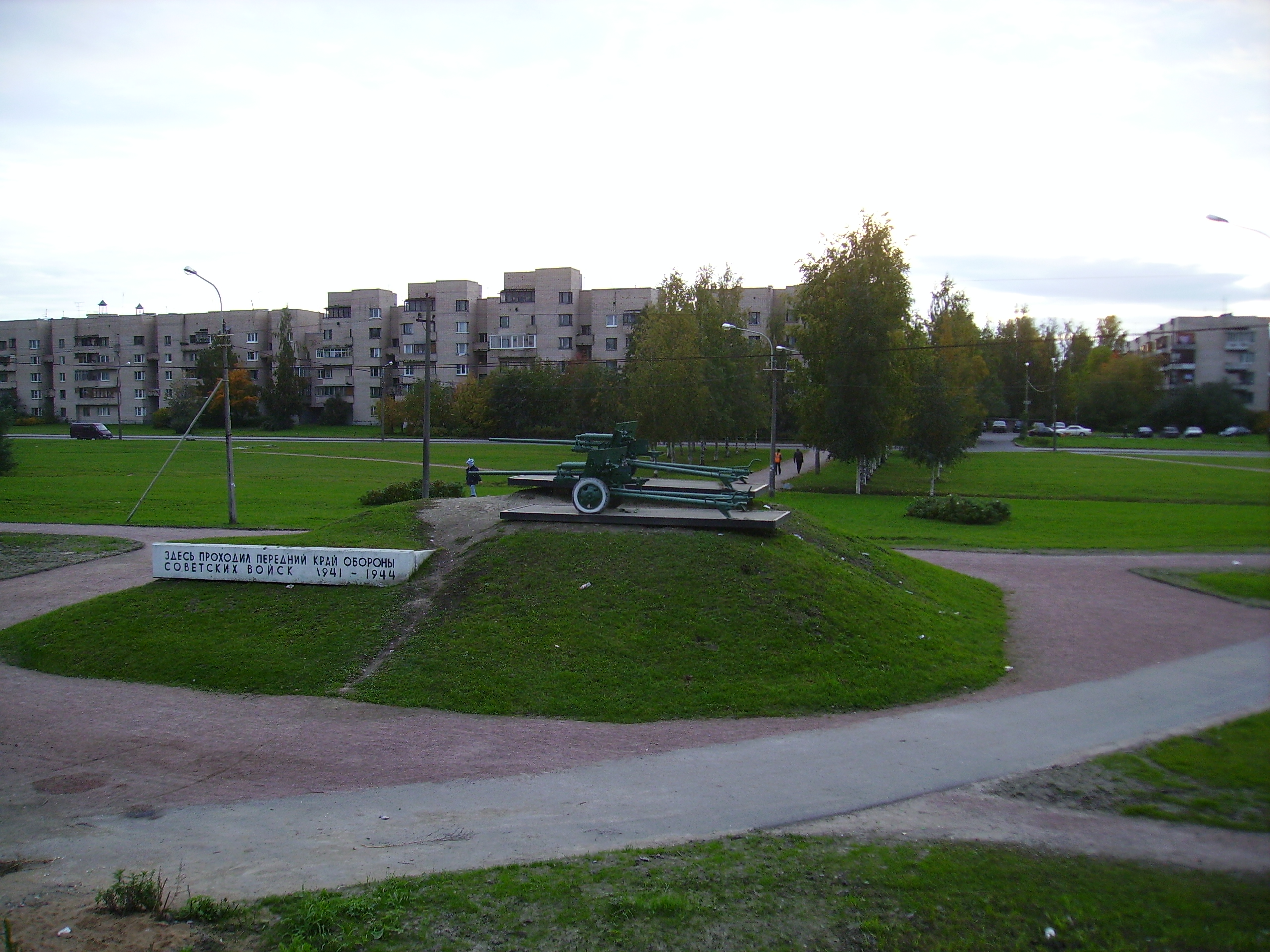
Монумент захисникам міста
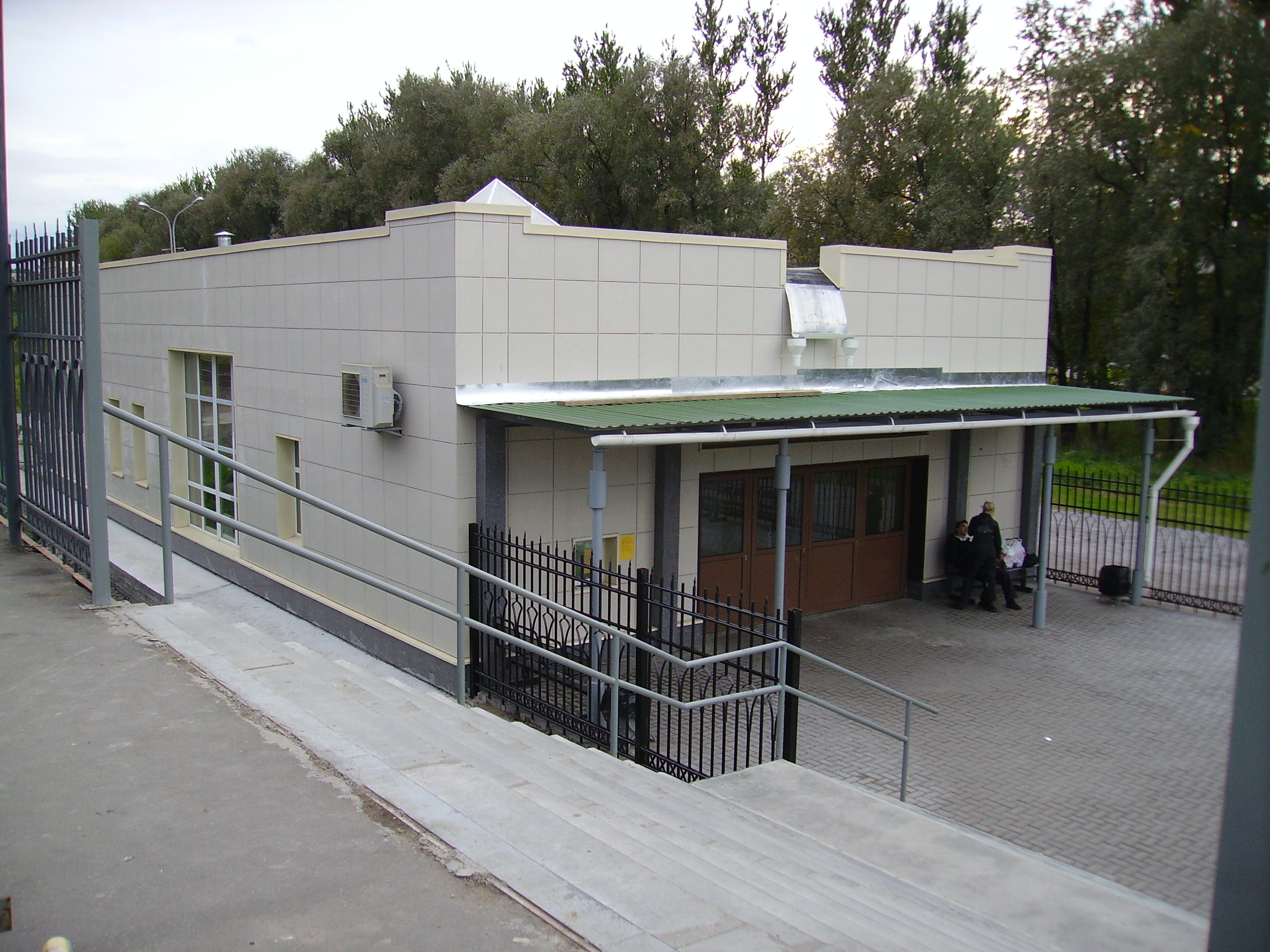
Павільйон с турнікетами
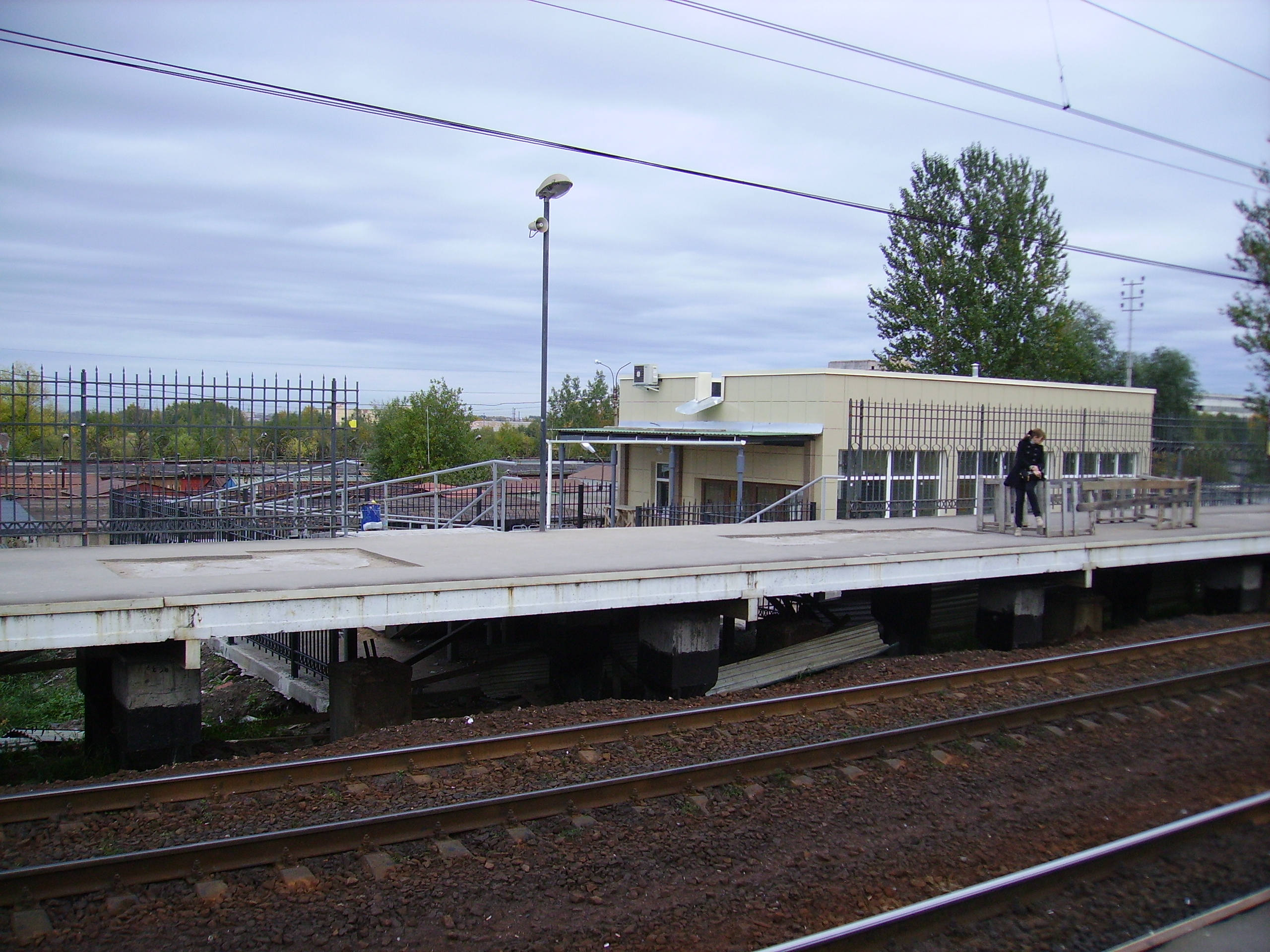
Вид на західну платформу
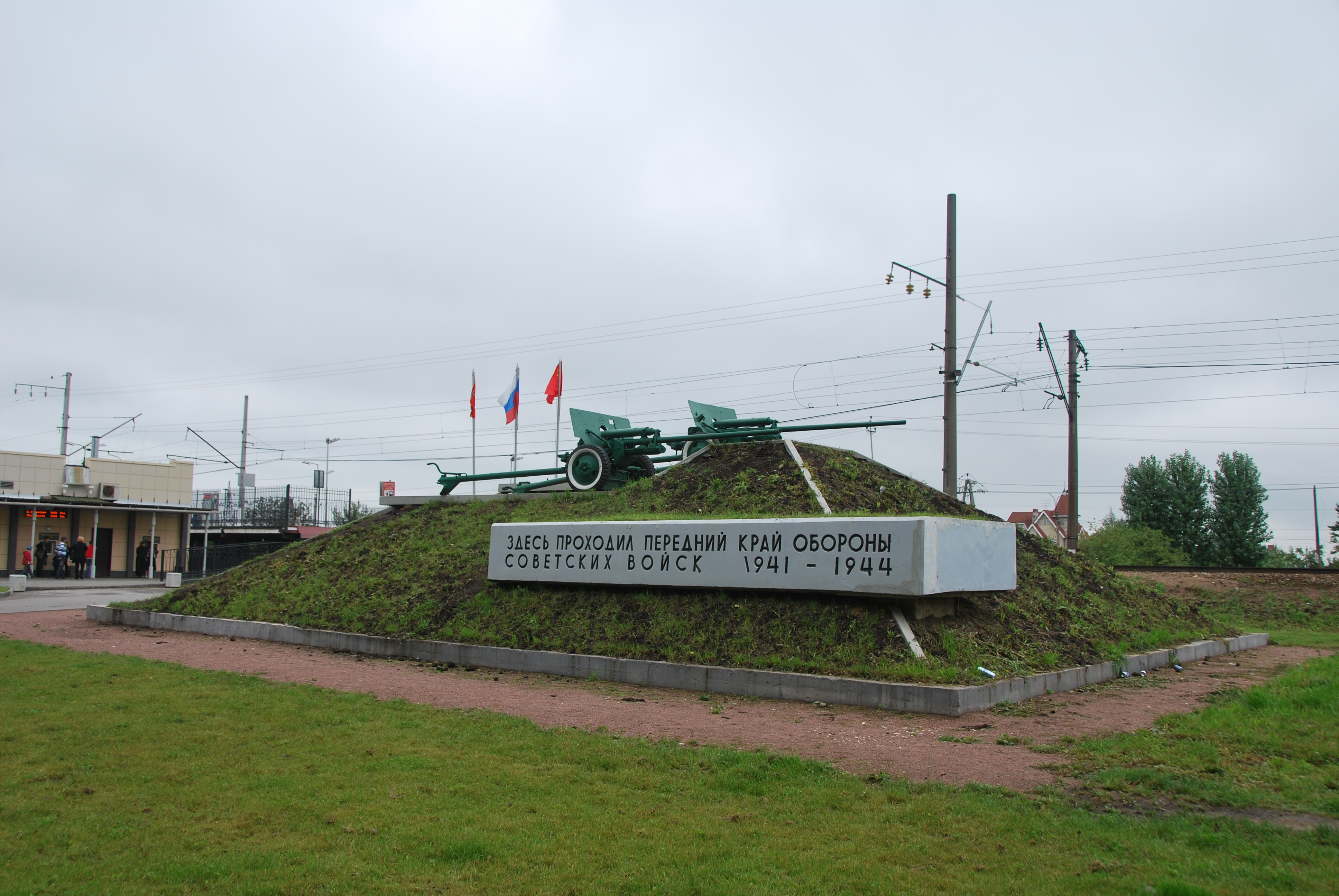